# Kimberley (Colúmbia Britânica)
Kimberley é uma cidade do Canadá, província de Colúmbia Britânica. É a cidade mais elevada da província, localizada a uma altitude de 1,113 metros acima do mar. Sua população é de aproximadamente 6,500 habitantes (do censo nacional de 2001).

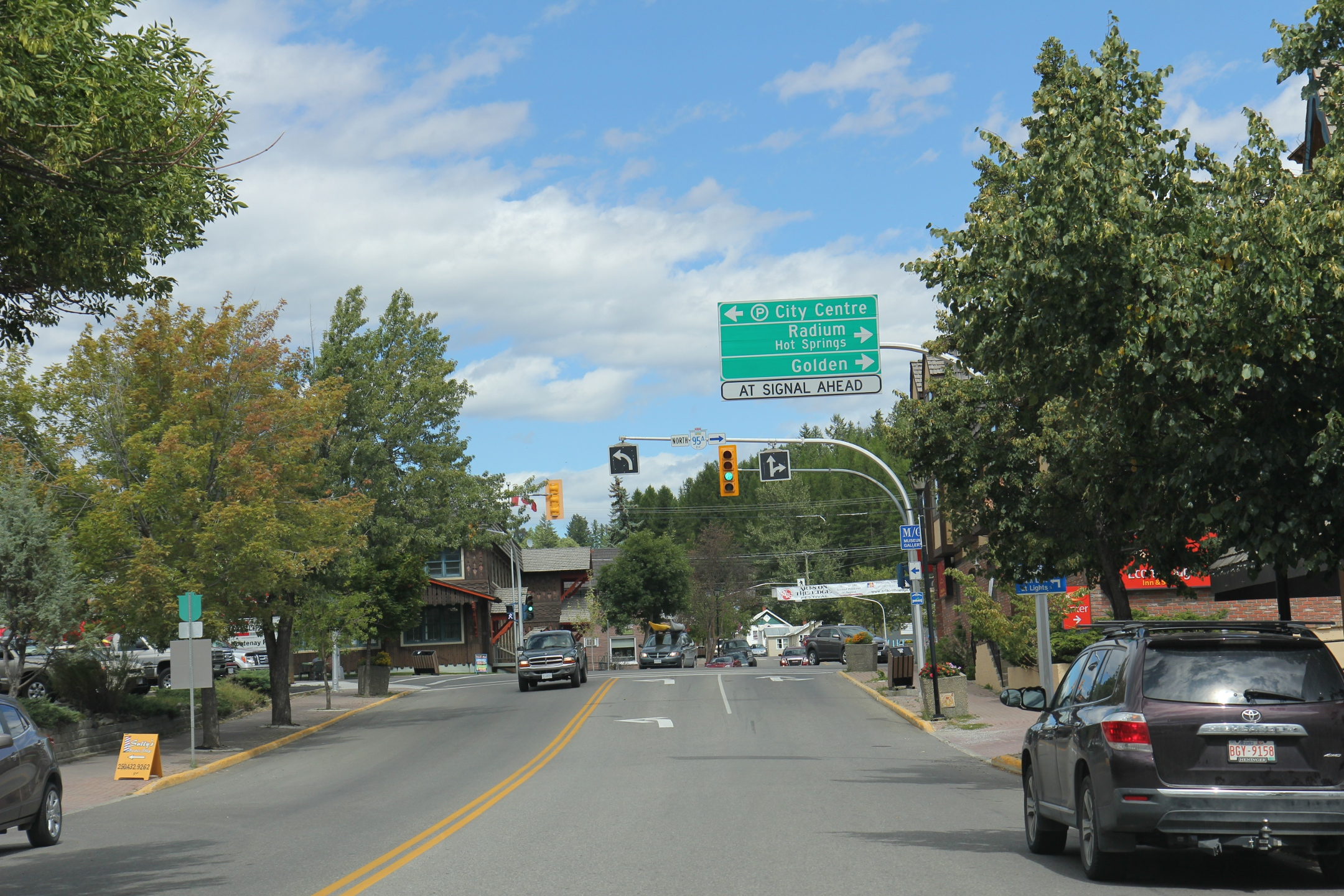
Kimberley 2013